# Ōishida
Ōishida (大石田町, Ōishida-machi) est un bourg du district de Kitamurayama, dans la préfecture de Yamagata au Japon.

## Géographie

### Localisation
Ōishida est situé dans le centre montagneux de la préfecture de Yamagata, dans le nord de l'île de Honshū.

### Municipalités limitrophes
| Funagata | Obanazawa | Obanazawa |
| Funagata | Ōishida   | Obanazawa |
| Murayama | Murayama  | Murayama  |

### Démographie
En 2011, la population d'Ōishida s'élevait à 8 043 habitants répartis sur une superficie de 79,54 km2 (densité de population de 101 hab./km2). Au 1er novembre 2024, la population était estimée à 6 007 habitants.

### Hydrographie
Le fleuve Mogami traverse le bourg du sud au nord.

## Histoire
Le territoire actuel d'Ōishida faisait partie de l'ancienne province de Dewa et l'endroit est mentionnée dans les archives Engishiki comme étant l'emplacement d'une colonie fortifiée sur la route reliant le château d'Akita sur côte de la mer du Japon à Tagajō sur la côte Pacifique. Pendant l'époque d'Edo, c'était un port fluvial important sur le fleuve Mogami. 
Le village d'Ōishida est créé le 1er avril 1889 à la suite de la mise en place du système des municipalités modernes. Le 23 janvier 1897, Ōishida obtient le statut de bourg.

## Culture locale et patrimoine
Ōishida est renommé pour ses soba artisanales et son festival de poupées Hina matsuri.

## Transports
Le bourg d'Ōishida est desservi par la ligne Shinkansen Yamagata à la gare d'Ōishida. Il est également desservi par la ligne principale Ōu de la JR East.

## Jumelage
Ōishida est jumelé avec le xian de Fangzheng.